# Oxypilus raggei
Oxypilus raggei es una especie de mantis de la familia Hymenopodidae.

## Distribución geográfica
Se encuentra en Somalia.